# Jeux de la Commission de la jeunesse et des sports de l'océan Indien 2008
Navigation
Jeux 2006 Jeux 2010
Les Jeux de la Commission de la jeunesse et des sports de l'océan Indien 2008, sixième édition des Jeux de la Commission de la jeunesse et des sports de l'océan Indien, ont eu lieu en 2008 aux Seychelles.